# エイミー・セダリス
エイミー・ルイーズ・セダリス（Amy Louise Sedaris、1961年3月29日 - ）は、アメリカ合衆国の女優。

## 経歴
セダリスはニューヨーク州エンディコットでシャロン・エリザベス（旧姓:レナード）とルイス・ハリー・"ルー"・セダリスの間に生まれ、ノースカロライナ州ローリーでリサ、デビッド、グレッチェン、ティファニー、ポールの5人の兄弟と共に育った。父親はギリシャ系、母親はイギリス系アメリカ人のハーフ。セダリスの家族はギリシャ正教のキリスト教徒だった。
10代の頃、セダリスの最初の仕事は地元のウィン・ディキシースーパーマーケットで拡声器を使って偽のアナウンスをすることだったが、その後にはシカゴのZanies Comedy Clubでウェイトレスをしていた。兄のデビッドの著書『Me Talk Pretty One Day』の中で、セダリスはAmyが家族にいたずらをするためにキャラクターを演じることが多いと指摘した。
セダリスはローリーのジェシー・O・サンダーソン高校を卒業した。

## 脚註
1. ↑  “Famous birthdays for March 29: Amy Sedaris, Brendan Gleeson”. UPI. 2022年3月9日時点のオリジナルよりアーカイブ。2022年3月9日閲覧。
2. ↑  Huffman, Dane (2020年6月15日). “ABC's next 'Bachelor' is from N.C., has Wake Forest University ties”. Triad Business Journal
3. ↑  Heard, Alex (2007年3月19日). “This American Lie”. The New Republic. ISSN 0028-6583 2023年3月16日閲覧。
4. ↑  “Amy Sedaris Interview”. web.archive.org (2016年3月4日). 2023年3月16日閲覧。
5. ↑  “Q&A with Amy Sedaris” (英語). WALTER Magazine (2012年11月30日). 2023年3月16日閲覧。
6. ↑  “Celebrating 30 Zanies years”. Chicago Tribune. 2023年3月16日閲覧。
7. ↑  “ABC's next 'Bachelor' is from N.C., has Wake Forest University ties”. www.bizjournals.com. 2023年3月16日閲覧。